# Моргоч Василь
Моргоч Василь (нім. Basil Morgoch) - громадський діяч Буковини середини XIX ст.
Перші парламентські вибори в Австрійській імперії відбувались на хвилі революційних подій (1848-1849). Один депутат обирався від 50 тис. населення. Не було жодних соціальних курій та майнового цензу. Завдяки цьому до парламенту було обрано дуже багато представників селян. Від буковини було обрано 8 депутатів: 5 українських селян (Іван Доленчук, Василь Кирстюк, Лук'ян Кобилиця, Василь Моргоч, Юрій Тиміш), 2 румунських селян, 1 німця - директора гімназі.
Одним з п'яти українців був Василь Моргоч, обраний у «Кіцманському виборчому окрузі». В реєстрі депутатів позначений як Basil (Wasyl) Morgotz поміщик від Кіцмані з Королівства Галичини та Володимирії.
Василь, як і решта соратників, був неписьменний й не знав німецької мови, тому слабо орієнтувався в перипетіях парламентської боротьби. Тим не менше, в обговоренні двох питань та ухваленні рішень по них він взяв активну участь. Першим було питання про умови скасування панщини, тобто чи повинні селяни платити поміщикам за звільнення від панщини. Під час поіменного голосування 31 серпня 1848 р. всі селянські депутати від Буковини разом із демократичним крилом парламенту проголосували проти викупу феодальних повинностей. Але більшість проголосувала за викуп.
Друге питання, яке викликало жвавий інтерес українських депутатів, стосувалося статусу Буковини. Українці відстоювали думку, що Буковинський округ повинен залишитися у складі Галичини, на відміну від румунських бояр, які прагнули відділити край. Українці з Буковини розпочали активну кампанію подачі петицій від виборців, які прохали залишити Буковину у складі Галичини. У петиції сільських громад Серетського повіту на підтримку клопотання, яке подали депутати райхстаґу (в т.ч. й Василь Моргоч) від 15 грудня 1848 р. зазначалося: 
|  | ...вищеназвано запропонована [пропозиція] про неподільне об’єднання Буковини як 13 округи русинської Галичини є добре обдумана, глибоко осмислена національна і освітня потреба буковинської русинської майже в три рази перевищеної народної більшости православного та греко-католицького віросповідання... |

Ці слова показують, що малося на увазі залишити Буковину у нерозривній цілості саме з українською частиною Галичини (у Галичині на той час було 18 округів, із них 12 із переважно українським населенням), тобто створити окремий український коронний край у складі Австрійської імперії шляхом об’єднання 12 округів Східної Галичини та Північної Буковини як тринадцятого округу. Саме таку ідею відстоювала у цей час Головна Руська Рада у Львові. У результаті петиційної кампанії до конституційної парламентської комісії було подано 4 петиції проти відділення, однак румунські бояри організували 4 петиції за відділення Буковини. Більшістю голосів комісія ухвалила пропозицію румунських бояр.

Австрійський райхстаґ було розпущено 4 березня 1849 р.